# Jung Dae-young
Jung Dae-young (kor. 정대영; ur. 12 sierpnia 1981 w Cheongju) – południowokoreańska siatkarka, grająca jako środkowa.

## Sukcesy reprezentacyjne
Mistrzostwa Azji:
- 2001
- 2003, 2011

Igrzyska Azjatyckie:
- 2002, 2010

Mistrzostwa świata U-21:
- 1999

Mistrzostwa Azji U-19:
- 1998

Mistrzostwa Azji U-17:
- 1997